# Touro College
Das Touro College ist ein jüdisch-amerikanisches Hochschulnetzwerk, das 1970 von Bernard Lander gegründet wurde. Der Hauptsitz befindet sich in Manhattan (New York City).

## Geschichte
Das erste Touro College wurde im Jahre 1970 von Bernard Lander als geisteswissenschaftliche Hochschule (Liberal Arts College) in Manhattan gegründet und nach dem Rabbiner Isaac Touro und seinem Sohn Judah benannt. Heute existieren 25 Studienorte unter anderem in New York und Kalifornien und Colleges in Russland und Israel. Im Oktober 2003 hat in Deutschland das Touro College Berlin als Ableger der amerikanischen Hochschule auf dem Campus Am Rupenhorn seinen Lehrbetrieb aufgenommen. Seit 2007 ist diese Hochschule staatlich anerkannt. Im Jahre 2022 erlangte Touro College die akkreditierte Anerkennung als amerikanische Universität und heißt seitdem „Touro University“.

## Institutionen
Zum Netzwerk gehören folgende Hochschulen und Fachbereiche:
- The Lander College of Liberal Arts and Sciences
- The School of Health Sciences
- The Jacob D. Fuchsberg Law Center
- The Graduate School of Education and Psychology
- The Graduate School of Jewish Studies
- The Touro University College of Osteopathic Medicine (Kalifornien)
- The School of Lifelong Education
- New York School of Career and Applied Studies
- Moscow University Touro International School of Business Management
- die internetbasierte Touro University International (Kalifornien)
- Touro College Berlin

## Zahlen zu den Studierenden und den Dozenten

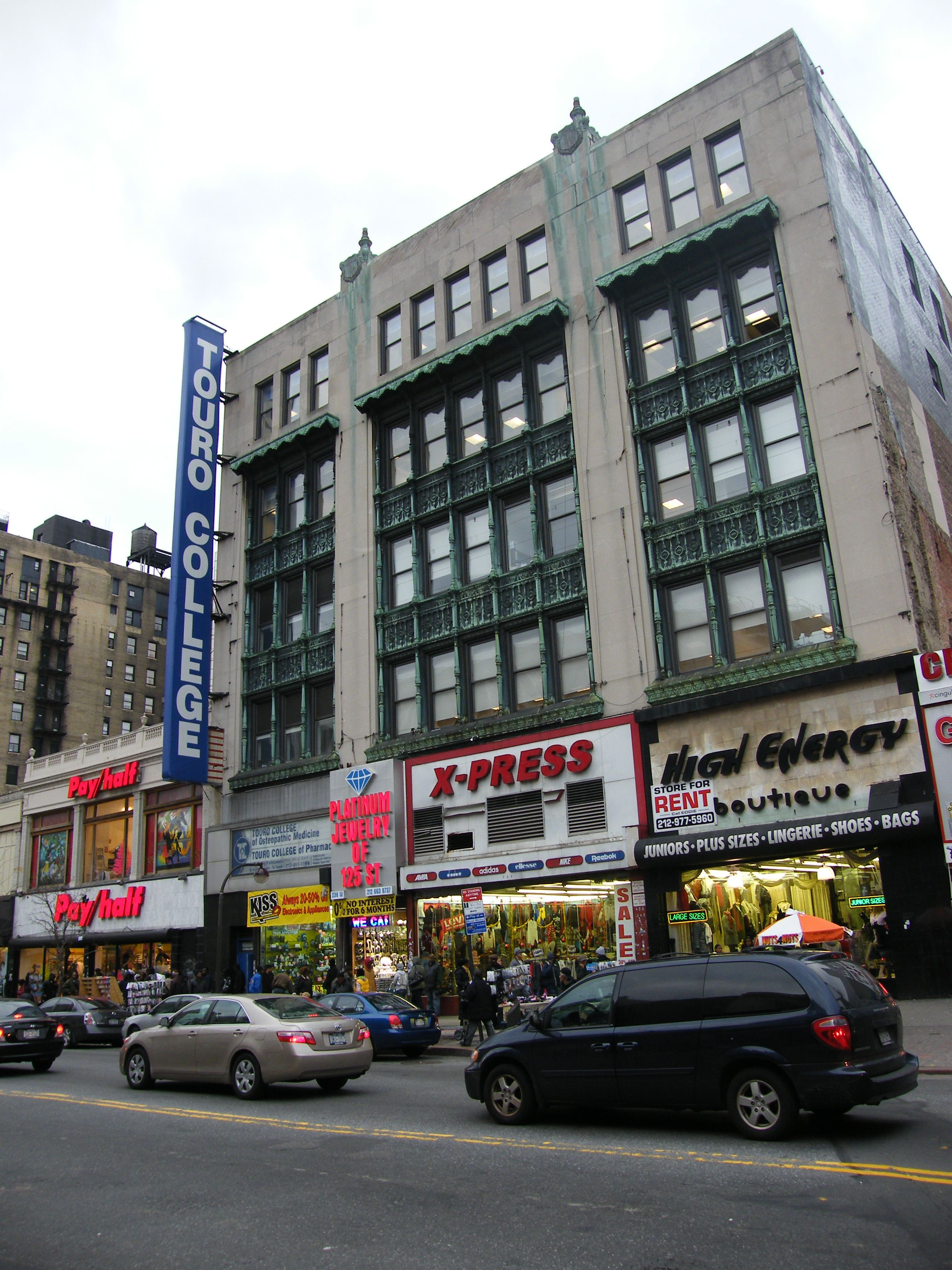
Das Touro College in Harlem

Im Herbst 2021 waren 11.222 Studierende am Touro College eingeschrieben. Davon strebten 5.179 (46,2 %) ihren ersten Studienabschluss an, sie waren also undergraduates. Von diesen waren 70 % weiblich und 30 % männlich; 3 % bezeichneten sich als asiatisch, 12 % als schwarz/afroamerikanisch, 9 % als Hispanic/Latino und 60 % als weiß. 6.043 (53,8 %) arbeiteten auf einen weiteren Abschluss hin, sie waren graduates. Es lehrten 1.254 Dozenten an der Universität, davon 479 in Vollzeit und 775 in Teilzeit.